# الینا آبگارووا
الینا آرتوری آبگارووا (ارمنی: Էլինա Արթուրի Աբկարովա؛ { ۶ اوت ۱۹۸۸) یک بازیگر تئاتر, بازیگر سینما و کارگردان نمایش اهل ارمنستان است. وی از سال میلادی تا کنون فعالیت می‌کند.

## زندگی‌نامه
وی در ۶ اوت ۱۹۸۸ در باکو یا سنت پترزبورگ به دنیا آمد . 